# Lista de sub-regiões portuguesas ordenadas pela taxa de desemprego
Esta é uma lista demostrando a taxa de desemprego de cada sub-região portuguesa, ordenadas pela sub-região e ano, mostrando os valores de cada ano desde 2009.

## Taxa de desemprego por sub-região
A lista mostra as sub-regiões portuguesas por taxa de desemprego em 2020, junto com a variação desde 2019.
| Posição | Posição          | Região                       | Taxa de desemprego (2020) | Variação (desde 2019) |
| Em 2020 | Comparada a 2019 | Região                       | Taxa de desemprego (2020) | Variação (desde 2019) |
| ------- | ---------------- | ---------------------------- | ------------------------- | --------------------- |
| 1       | (0)              | Madeira                      | 8,1 %                     | 1,0 %                 |
| 2       | (1)              | Algarve                      | 6,5 %                     | 3,1 %                 |
| 3       | (1)              | Douro                        | 6,1 %                     | 0,1 %                 |
| 4       | (0)              | Tâmega e Sousa               | 5,1 %                     | 0,8 %                 |
| 5       | (1)              | Área Metropolitana do Porto  | 5,0 %                     | 0,6 %                 |
| 6       | (1)              | Baixo Alentejo               | 4,8 %                     | 0,5 %                 |
| 7       | (2)              | Ave                          | 4,7 %                     | 0,8 %                 |
| 8       | (0)              | Alto Alentejo                | 4,5 %                     | 0,5 %                 |
| 9       | (0)              | Alentejo Litoral             | 4,4 %                     | 1,3 %                 |
| 10      | (0)              | Área Metropolitana de Lisboa | 4,1 %                     | 1,0 %                 |
| 11      | (1)              | Alto Tâmega                  | 4,0 %                     | 0,0 %                 |
| 12      | (1)              | Terras de Trás-os-Montes     | 4,0 %                     | 0,2 %                 |
| 13      | (1)              | Cávado                       | 3,7 %                     | 0,5 %                 |
| 14      | (1)              | Viseu Dão-Lafões             | 3,7 %                     | 0,3 %                 |
| 15      | (1)              | Alentejo Central             | 3,7 %                     | 0,7 %                 |
| 16      | (1)              | Região de Aveiro             | 3,5 %                     | 0,6 %                 |
| 17      | (0)              | Região de Coimbra            | 3,4 %                     | 0,4 %                 |
| 18      | (0)              | Beiras e Serra da Estrela    | 3,4 %                     | 0,2 %                 |
| 19      | (0)              | Açores                       | 3,4 %                     | 0,1 %                 |
| 20      | (0)              | Oeste                        | 3,3 %                     | 0,9 %                 |
| 21      | (0)              | Beira Baixa                  | 3,3 %                     | 0,1 %                 |
| 22      | (0)              | Lezíria do Tejo              | 3,2 %                     | 0,5 %                 |
| 23      | (0)              | Alto Minho                   | 3,0 %                     | 0,8 %                 |
| 24      | (0)              | Região de Leiria             | 3,0 %                     | 0,6 %                 |
| 25      | (0)              | Médio Tejo                   | 3,0 %                     | 0,5 %                 |
|         |                  | Portugal                     | 4,3 %                     | 0,8 %                 |

## Dados anuais
A lista mostra as sub-regiões portuguesas com os dados anuais da taxa de desemprego desde 2009.
| Sub-região                   | 2020  | 2019  | 2018  | 2017  | 2016  | 2015   | 2014   | 2013   | 2012   | 2011  | 2010  | 2009  |
| ---------------------------- | ----- | ----- | ----- | ----- | ----- | ------ | ------ | ------ | ------ | ----- | ----- | ----- |
| Madeira                      | 8,1 % | 7,1 % | 7,5 % | 8,3 % | 9,8 % | 10,2 % | 10,2 % | 10,7 % | 10,0 % | 7,9 % | 6,8 % | 5,6 % |
| Algarve                      | 6,5 % | 3,4 % | 3,5 % | 4,1 % | 5,2 % | 5,9 %  | 7,0 %  | 8,3 %  | 8,2 %  | 6,7 % | 6,6 % | 5,3 % |
| Douro                        | 6,1 % | 6,0 % | 6,4 % | 7,3 % | 8,0 % | 7,9 %  | 8,6 %  | 8,9 %  | 7,9 %  | 6,7 % | 6,6 % | 5,9 % |
| Tâmega e Sousa               | 5,1 % | 4,3 % | 5,1 % | 6,2 % | 7,4 % | 8,1 %  | 9,5 %  | 10,2 % | 9,4 %  | 7,9 % | 8,1 % | 7,3 % |
| Área Metropolitana do Porto  | 5,0 % | 4,4 % | 5,3 % | 6,6 % | 7,9 % | 8,5 %  | 9,6 %  | 10,4 % | 9,7 %  | 8,2 % | 8,4 % | 7,6 % |
| Baixo Alentejo               | 4,8 % | 4,3 % | 4,8 % | 5,6 % | 6,8 % | 6,7 %  | 7,0 %  | 8,0 %  | 7,4 %  | 5,8 % | 5,8 % | 5,0 % |
| Ave                          | 4,7 % | 3,9 % | 4,3 % | 5,2 % | 6,2 % | 7,2 %  | 8,2 %  | 9,4 %  | 9,6 %  | 8,4 % | 8,9 % | 8,3 % |
| Alto Alentejo                | 4,5 % | 4,0 % | 4,5 % | 5,4 % | 6,3 % | 6,3 %  | 6,7 %  | 7,6 %  | 7,0 %  | 6,0 % | 6,2 % | 5,2 % |
| Alentejo Litoral             | 4,4 % | 3,1 % | 3,3 % | 4,1 % | 5,1 % | 5,1 %  | 6,0 %  | 6,7 %  | 6,5 %  | 4,2 % | 4,5 % | 4,5 % |
| Área Metropolitana de Lisboa | 4,1 % | 3,1 % | 3,6 % | 4,4 % | 5,4 % | 5,6 %  | 6,4 %  | 7,1 %  | 6,6 %  | 5,4 % | 5,4 % | 4,8 % |
| Alto Tâmega                  | 4,0 % | 4,0 % | 4,5 % | 5,3 % | 6,2 % | 6,2 %  | 6,8 %  | 6,9 %  | 6,9 %  | 6,4 % | 6,1 % | 5,1 % |
| Terras de Trás-os-Montes     | 4,0 % | 3,8 % | 4,3 % | 5,2 % | 6,3 % | 6,3 %  | 6,5 %  | 7,2 %  | 6,7 %  | 5,6 % | 5,7 % | 4,7 % |
| Cávado                       | 3,7 % | 3,2 % | 3,5 % | 4,3 % | 5,3 % | 6,2 %  | 7,3 %  | 8,0 %  | 8,0 %  | 6,3 % | 6,3 % | 5,6 % |
| Viseu Dão-Lafões             | 3,7 % | 3,4 % | 3,9 % | 4,6 % | 5,2 % | 5,6 %  | 6,3 %  | 6,7 %  | 6,1 %  | 5,1 % | 5,5 % | 5,1 % |
| Alentejo Central             | 3,7 % | 3,1 % | 3,4 % | 4,5 % | 5,6 % | 5,7 %  | 6,5 %  | 7,2 %  | 6,6 %  | 4,9 % | 5,1 % | 4,7 % |
| Região de Aveiro             | 3,5 % | 2,9 % | 3,1 % | 3,7 % | 4,7 % | 5,3 %  | 6,1 %  | 6,9 %  | 6,5 %  | 5,5 % | 5,8 % | 5,5 % |
| Região de Coimbra            | 3,4 % | 3,0 % | 3,4 % | 4,1 % | 5,0 % | 5,2 %  | 6,1 %  | 6,7 %  | 6,1 %  | 4,7 % | 4,7 % | 4,4 % |
| Beiras e Serra da Estrela    | 3,4 % | 3,2 % | 3,7 % | 4,6 % | 5,3 % | 5,5 %  | 6,1 %  | 6,9 %  | 6,7 %  | 5,8 % | 5,9 % | 5,4 % |
| Açores                       | 3,4 % | 3,5 % | 4,0 % | 4,4 % | 5,0 % | 5,4 %  | 6,0 %  | 6,2 %  | 5,2 %  | 3,8 % | 3,0 % | 2,5 % |
| Oeste                        | 3,3 % | 2,4 % | 2,7 % | 3,4 % | 4,2 % | 4,5 %  | 5,4 %  | 6,7 %  | 6,4 %  | 5,2 % | 5,3 % | 4,9 % |
| Beira Baixa                  | 3,3 % | 3,2 % | 3,5 % | 4,1 % | 4,7 % | 5,2 %  | 6,1 %  | 6,8 %  | 6,0 %  | 4,6 % | 5,0 % | 4,4 % |
| Lezíria do Tejo              | 3,2 % | 2,7 % | 3,1 % | 3,7 % | 4,6 % | 4,9 %  | 5,7 %  | 6,9 %  | 6,8 %  | 5,3 % | 5,3 % | 5,0 % |
| Alto Minho                   | 3,0 % | 2,2 % | 2,5 % | 3,5 % | 4,6 % | 5,0 %  | 5,9 %  | 6,6 %  | 6,2 %  | 5,2 % | 5,1 % | 4,4 % |
| Região de Leiria             | 3,0 % | 2,4 % | 2,6 % | 3,2 % | 3,9 % | 4,5 %  | 5,3 %  | 6,0 %  | 5,6 %  | 4,4 % | 4,4 % | 4,1 % |
| Médio Tejo                   | 3,0 % | 2,5 % | 2,8 % | 3,4 % | 4,1 % | 4,4 %  | 5,1 %  | 5,7 %  | 5,6 %  | 4,6 % | 4,5 % | 4,1 % |
| Portugal                     | 4,3 % | 3,5 % | 4,0 % | 4,9 % | 5,9 % | 6,3 %  | 7,2 %  | 7,9 %  | 7,5 %  | 6,2 % | 6,2 % | 5,5 % |